# مستشرق (فیلم)
مستشرق (به انگلیسی: The Seeker of Orient) فیلم مستندی از مسعود طاهری است که به زندگی، آثار و اندیشه‌های هانری کوربن می‌پردازد.

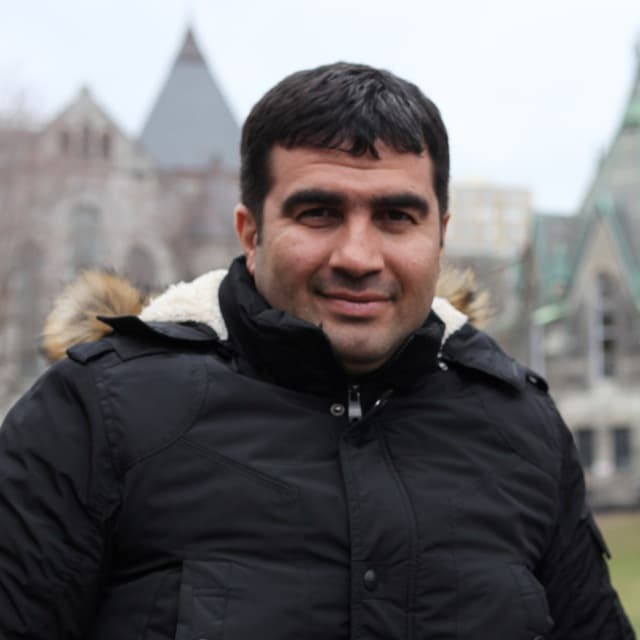
مسعود طاهری، کارگردان فیلم

## عنوان
عنوان این فیلم به‌معنای رایج یعنی «شرق‌شناس» نیست بلکه به مفهومِ عرفانیِ کهنِ این کلمه یعنی «جستجوگر شرق» یا فردی که در جستجوی اشراق (نور معنوی) در شرق وجود خویش است اشاره دارد.

## تولید
این فیلم محصول مشترک چهرداد فیلم و مرکز گسترش سینمای مستند و تجربی است و سازندگان برای تهیهٔ آن به شش کشور فرانسه (دو بار)، سوئیس، ایتالیا، ترکیه (دو بار)، آمریکا و ژاپن سفر کرده‌اند.

## مصاحبه‌شوندگان
در این مستند با افرادی از جمله محمدعلی امیرمعزّی، کریستیان ژامبه، پیر لوری، دنیل پرو، یان ریشار، ژان کلود کریر، میشل کلود کسه، نهال تجدّد، هرمان لندولت، فرانسوا پروز، سیّد حسین نصر، داریوش شایگان، کریم مجتهدی، انشاءالله رحمتی، شهرام پازوکی، حسن سیّدعرب، مصطفی ملکیان، غلامحسین ابراهیمی دینانی، بهمن ذکی‌پور، علیرضا ساعتی و صادق پولستیوس گفتگو شده‌است.

## اکران و نقد
این فیلم در ۷ بهمن ۱۳۹۸ با حضور فیلیپ تیه‌بو سفیر وقت فرانسه در ایران در ایوان شمس اکران شد.
جلسهٔ نقد و بررسی این مستند با حضور انشاالله رحمتی، احسان شریعتی و رضا کوهکن در ۸ بهمن ۱۳۹۸ سازمان اسناد و کتابخانه ملی برگزار شد.
رضا کوهکن معتقد است برخی جنبه‌های زندگی کوربن در این فیلم نادیده گرفته شده‌است.
احسان شریعتی، ضمنِ ستایشِ این مستند، بر این باور است که فیلمساز به برخی منابع پژوهشی در دانشگاه سوربن راجع به کوربن دسترسی نداشته‌است.

یاسر میردامادی هم طی مقاله‌ای در سایت بی‌بی‌سی فارسی به این فیلم پرداخته‌است. او یکی از نکات جالب فیلم را گفته‌های دانیل پرو دربارهٔ عضویت کوربن در تشکیلات فراماسونری می‌داند.
مرتضی کاردر نیز در روزنامهٔ همشهری راجع به فیلم مقاله‌ای نوشت. او معتقد است فیلم «سراغ شخصیت‌های تکراری نمی‌رود که حرف‌های همیشگی را بشنود».